# Cheilanthes acrostica
Cheilanthes acrostica là một loài thực vật có mạch trong họ Adiantaceae. Loài này được (Balb.) Tod. miêu tả khoa học đầu tiên năm 1866.